# هارکینگن
هارکینگن (به لاتین: Härkingen) یک بخش در سوئیس است که در کانتون سولوتورن واقع شده‌است.